# Districte de Bourges
El Districte de Bourges és un dels tres districtes del departament del Cher, a la regió del Centre-Vall del Loira. Té 16 cantons i 131 municipis. El cap del districte és la prefectura de Bourges.

## Cantons
cantó de Les Aix-d'Angillon - cantó de Baugy - cantó de Bourges-1 - cantó de Bourges-2 - cantó de Bourges-3 - cantó de Bourges-4 - cantó de Bourges-5 - cantó de Chârost - cantó d'Henrichemont - cantó de Léré - cantó de Levet - cantó de Saint-Doulchard - cantó de Saint-Martin-d'Auxigny - cantó de Sancergues - cantó de Sancerre - cantó de Vailly-sur-Sauldre